# أبو حمو موسى الثالث
 أبو حمو موسى الثالث  هو السلطان  الخامس والعشرون للدولة الزيانية بتلمسان. تولى الحكم لفترتين: الأولى بعد خلع ابن أخيه أبي زيان الثالث سنة 1516 والثانية سنة 1518 بمساندة الإسبان.

## اسمه و نسبه
أبو حمو موسى الثالث بن أبي عبد الله الثالث المتوكل بن أبي زيان محمد بن أبي ثابت الثاني بن أبي تاشفين الثاني بن أبي حمو موسى الثاني بن أبي يعقوب يوسف بن أبي زيد عبد الرحمن بن أبي زكريا يحي بن يغمراسن بن زيان العبدوادي الزناتي.

## وفاته
| سبقه أبو زيان الثالث | سلطان الدولة الزيانية 1516-1518 | تبعه أبو زيان الثالث          |
| سبقه أبو زيان الثالث | الفترة الثانية 1518-1519        | تبعه أبو محمد عبد الله الثاني |